# Völgypart
Völgypart (szerbül Оборњача / Obornjača) falu Szerbiában, a Vajdaságban, az Észak-bánsági körzetben, Ada községben.

## Fekvése
Adától 25 km-re nyugatra fekszik, Topolyától pedig 23,7 km-re. 

## Története
Völgypart fejlődése az 1920-as években indult meg, a tagosítás során felszámolt tanyák lakói kaptak itt telkeket, építettek házakat.
Lakossága nagyrészt földműveléssel és állattenyésztéssel foglalkozik, de sokan bejárnak dolgozni a közeli mezőgazdasági birtokra, valamint Adára.
A településen bolt, római katolikus templom, alsó tagozatos iskola, óvoda, egészségház és helyi közösségi épület is működik.

## Népesség

### Demográfiai változások
| 1948 | 1953 | 1961 | 1971 | 1981 | 1991 | 2002 | 2011 |
| ---- | ---- | ---- | ---- | ---- | ---- | ---- | ---- |
| 1395 | 1155 | 957  | 697  | 515  | 458  | 389  | 326  |

## Nevezetességek
- Római katolikus temploma - 1969-ben épült, Egek Királynője tiszteletére szentelték fel
- Szélmalom
- Csik-ér patak
- Nagyvölgy

## Külső hivatkozások
- Völgypart - A Vajdaság települései és címerei Archiválva 2012. április 12-i dátummal a Wayback Machine-ben